# Église Saint-Nicolas d'Erdevik
Pour les articles homonymes, voir Église Saint-Nicolas.
L'église Saint-Nicolas d'Erdevik (en serbe cyrillique : Српска православна црква Светог Николе у Ердевику ; en serbe latin : Srpska pravoslavna crkva Svetog Nikole u Erdeviku) est une église orthodoxe serbe située à Erdevik en Serbie, dans la municipalité de Šid et dans la province de Voïvodine. Construite en 1804, elle est inscrite sur la liste des monuments culturels de grande importance de la république de Serbie (identifiant no SK 1351).

## Présentation
L'église Saint-Nicolas a été construite en 1804, dans un style mêlant classicisme et baroque. Elle est constituée d'une nef unique prolongée par une abside demi-circulaire ; à l'ouest, elle dominée par un haut clocher couronné d'un bulbe élancé en étain ajouré. Les façades sont rythmées par des pilastres surmontés par une corniche moulurée.
L'iconostase a été sculptée en 1806 par Joanes Lašok et Sigismund Egerman et peinte par Georgije Bakalović en 1817 ; cet artiste est également l'auteur des fresques du sanctuaire. Les autres peintures murales sont l'œuvre de Jovan Nedeljković et datent de 1829.